# TramVallès
El TramVallès o Tramvia del Vallès és un projecte ferroviari, impulsat tant per la societat civil com per la Generalitat de Catalunya, que planteja construir una xarxa de tramvia a la comarca del Vallès Occidental.
Una de les línies proposades ha d'enllaçar Montcada i Reixac amb la Universitat Autònoma de Barcelona passant per Ripollet i Cerdanyola del Vallès. GISA està elaborant un estudi d'impacte ambiental i informatiu.

## Estacions[calcitació]
Estacions en projecte de la primera fase.
| Estació                           | Municipi              | Correspondències |
| --------------------------------- | --------------------- | ---------------- |
| Estació de Montcada-Ripollet      | Montcada i Reixac     |                  |
| Poligon Ripollet                  | Ripollet              |                  |
| Estació de Cerdanyola del Vallès  | Cerdanyola del Vallès |                  |
| Sant Ramon                        | Cerdanyola del Vallès |                  |
| Centre Direccional                | Cerdanyola del Vallès |                  |
| Estació de Cerdanyola Universitat | Cerdanyola del Vallès |                  |
| Facultat de Ciències              | Cerdanyola del Vallès |                  |
| Universitat Autònoma              | Cerdanyola del Vallès |                  |